# Parco nazionale della Groenlandia nordorientale
Il parco nazionale della Groenlandia nordorientale (in groenlandese Kalaallit Nunaanni nuna eqqissisimatitaq, in danese Grønlands Nationalpark) è il più grande parco nazionale del mondo. Si trova nel nord-est della Groenlandia e si trova al di fuori di tutti e cinque i suoi comuni; con i suoi 974.000 km² copre quasi il 45% della superficie dell'isola.
La sua tundra ospita moltissime specie vegetali di questa fascia climatica, nonché buoi muschiati, caribù, orsi polari e lupi.
Un'altra attrattiva del parco è il fatto che da qui si può raggiungere il lembo di terra più settentrionale del mondo; un tempo si credeva che fosse capo Morris Jesup, poi è stata scoperta l'isola di Kaffeklubben (Kaffeklubben Ø, l'"isola del club del caffè"); ora è stata scoperta un'isoletta larga 100 m, l'isola di Oodaaq, che a quanto si sa è l'ultimo pezzo di terra dell'emisfero settentrionale. Dal parco si può raggiungere Oodaaq noleggiando un elicottero.
L'accesso al parco è stato a lungo proibito a tutti tranne ai ricercatori scientifici; ora è aperto completamente a funzionari e cacciatori tradizionali, mentre agli altri occorre il permesso del Dansk Polarcenter. Il parco è raggiungibile, oltre che dalle città limitrofe, anche da Akureyri, in Islanda, dall'aeroporto di Mestersvig.
Creata il 22 maggio 1974, la riserva fu allargata nel 1988 alla superficie attuale. Nel gennaio del 1977 il parco è stato designato come riserva della biosfera. È gestito dal Dipartimento groenlandese dell'Ambiente e della Natura.

## Popolazione
Il parco oggi non ha virtualmente abitanti stabili, mentre nel 1986 erano 40, che vivevano a Mestersvig, mentre 400 siti venivano usati occasionalmente d'estate. Tali abitanti erano impiegati nella pulizia o in attività di sorveglianza o in miniera, attività questa presto abbandonata. Recentemente c'erano d'inverno solo 27 persone e 110 cani:
- Daneborg (12) sede della Pattuglia Sirius, la polizia del parco
- Danmarks Havn (8) stazione meteorologica civile
- Nord (5) base militare
- Mestersvig (2) avamposto militare con pista di ghiaia lunga 1.800 m
- Summit Camp (4) stazione di ricerca a 3.206 m di altitudine, sulla calotta glaciale

## Fauna
Nel parco c'è una popolazione stimata di bue muschiato tra i 5.000 e i 15.000 capi, e molti orsi polari e trichechi vivono nelle zone costiere. Si dice che in Groenlandia viva il 40% della popolazione mondiale di buoi muschiati.  Altri mammiferi presenti sono la volpe artica, l'ermellino, il lemming dal collare e la lepre artica. La renna lasciò il parco nel 1900 e i lupi nel 1934, anche se ritornano occasionalmente. Tra i mammiferi marini troviamo la foca dagli anelli, la foca barbuta, la foca arpa e la foca dal cappuccio, insieme al narvalo e alla balena bianca.
Le specie di uccelli presenti nel parco includono strolaghe maggiori, oca dal bernoccolo, oche dai piedi rosa, edredoni comuni, re degli edredoni, girifalchi, gufi delle nevi, piovanelli tridattili, pernici bianche ed i corvi.

## Turismo
Si divide similmente tra parchi che richiedono permesso di entrata e permesso di permanenza da parte del Centro polare danese.
Con l'eccezione del personale di un paio di stazioni meteorologiche e della Pattuglia Sirius è completamente deserto. Solamente i cacciatori provenienti da Ittoqqortoormiit hanno permesso di caccia nel parco nazionale. Le molte ricerche e spedizioni scientifiche intraprese nel territorio, sulla scia delle molte tracce lasciate da coloro che si erano precedentemente insediati lungo le coste hanno permesso di appurare, che quasi tutta la flora e la fauna della Groenlandia è rappresentata nel parco nazionale. Nel parco si trovano una varietà di uccelli e grandi animali come orsi polari, trichechi, foche, renne, buoi muschiati e una crescente quantità di lupi, oltre a piccoli animali come la volpe artica, l'ermellino e la lepre artica.
Gli inverni sono lunghi ed hanno una durata di nove mesi all'anno. Ittoqqortoormiit è il punto di attracco scelto per itinerari turistici e spedizioni con il kayak o barca per mare o con la slitta trainata da cani attraverso il deserto del parco nazionale.

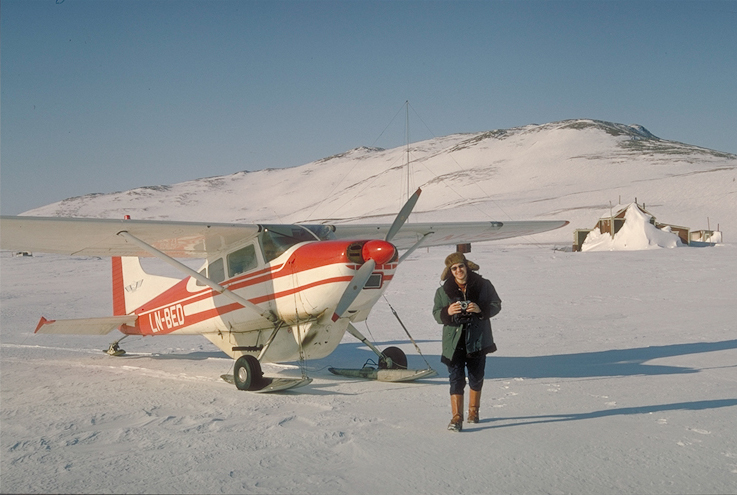
Un'immagine del mattino del nord presso la stazione telegrafica a Myggebugten Myggbukta
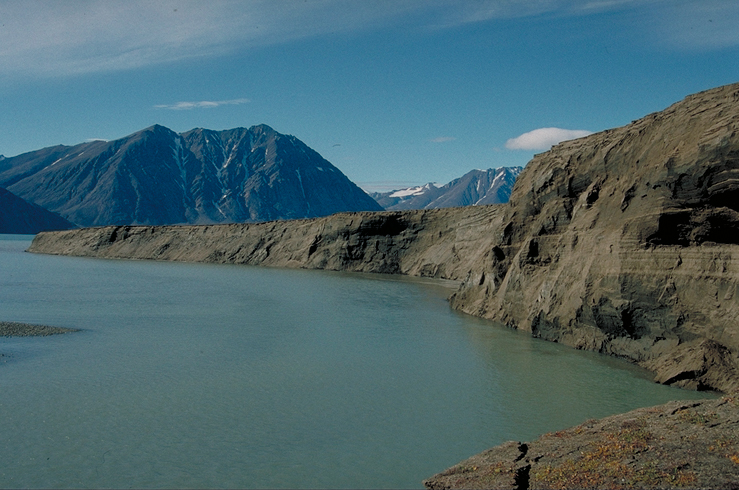
Scogliera lungo il lato ovest alle foci del torrente Zackenberg
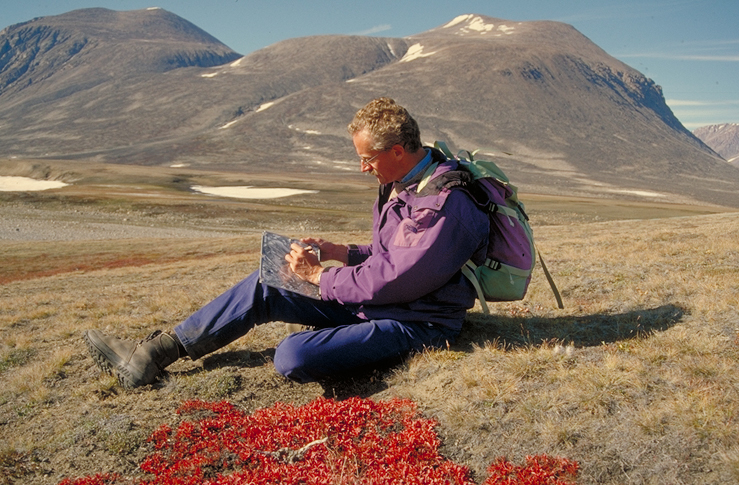
Christian Bay da Zackenberg